# Benthoctopus oregonensis
Benthoctopus oregonensis är en bläckfiskart som beskrevs av Voss och Pearcy 1990. Benthoctopus oregonensis ingår i släktet Benthoctopus och familjen Octopodidae. Inga underarter finns listade i Catalogue of Life.